# فيكتور لوتز
فيكتور لوتز (28 ديسمبر 1890 - 2 مايو 1943) ضابط في الجيش الألماني وقائد كتيبة العاصفة ولقد توفي متأثرا بجروح أصيب بها في حادث سيارة ولقد أقيمت له جنازة رسمية في برلين في 7 مايو 1943.

## حياته الشخصية
الصور التي عثر عليها في منزل لوتز من قبل الحلفاء تشير إلى أنه رجل اجتماعي ويقوم برحلات يومية ويمارس رياضة تنس الطاولة.

## روابط خارجية
- فيكتور لوتز على موقع IMDb (الإنجليزية)
- فيكتور لوتز على موقع كينوبويسك (الروسية)